# Chrysobothris andrusi
Chrysobothris andrusi es una especie de escarabajo del género Chrysobothris, familia Buprestidae. Fue descrita científicamente por Baudon en 1968.